# Kotków (przystanek kolejowy)
Kotków – dawny wąskotorowy przystanek osobowy w Domanikowie, w gminie Chodów, w powiecie kolskim, w województwie wielkopolskim, w Polsce. Został wybudowany w 1915 roku. W 1993 roku tory zostały rozebrane.